# Nicotiana miersii
Nicotiana miersii är en potatisväxtart som beskrevs av Esprit Alexandre Remy. Nicotiana miersii ingår i släktet tobak, och familjen potatisväxter. Utöver nominatformen finns också underarten N. m. lychnoides.